# Liste der Monuments historiques in Mollau
Die Liste der Monuments historiques in Mollau führt die Monuments historiques in der französischen Gemeinde Mollau auf.

## Liste der Objekte
| Bezeichnung                | Beschreibung                           | Standort                              | Kennzeichnung | Schutzstatus | Datum     | Bild |
| -------------------------- | -------------------------------------- | ------------------------------------- | ------------- | ------------ | --------- | ---- |
| Orgel                      | Ensemble aus PM68000728 und PM68000245 | in der Kirche St-Jean-Baptiste (Lage) | PM68000905    | Classé       | 1995 1991 |      |
| Orgelprospekt              | 1833 von Joseph Callinet gebaut        | in der Kirche St-Jean-Baptiste (Lage) | PM68000728    | Classé       | 1995      |      |
| Instrumentalteil der Orgel | 1833 von Joseph Callinet gebaut        | in der Kirche St-Jean-Baptiste (Lage) | PM68000245    | Classé       | 1991      |      |